# Kallirrhoë (Tochter des Okeanos)
Kallirrhoë (altgriechisch Καλλιρρόη Kallirrhóē, deutsch ‚die Schönfließende‘) oder Kallirhoë ist eine Okeanide der griechischen Mythologie. 
Sie ist eine Tochter der Titanen Okeanos und Tethys. Meist wird sie als Gattin des Chrysaor und von ihm als Mutter des Geryones beschrieben, aber auch des Poseidon, mit dem sie den Minyas als Sohn hat. oder des Neilos, von dem sie Mutter der Chione ist. In einer lydischen Variante ist sie Gattin des Manes und Mutter des Kotys.
In den Homerischen Hymnen erscheint sie im Kreis der Persephone.